# Alphonse Kannengieser
Alphonse Kannengieser (Bartenheim, 1er juillet 1855 - Chalampé, 7 novembre 1933) est un prêtre et sociologue français d'origine alsacienne.

## Biographie
Alphonse Kannengieser est né en 1855 en Alsace, région appartenant à cette époque à la France et annexée à l'Allemagne à l'occasion de la Guerre franco-allemande de 1870. 
Ordonné prêtre, il est allé comme précepteur en France, chez Léon Lefébure, puis Henri Germain, le directeur du Crédit lyonnais. Collaborateur dans la presse périodique, Kannengieser a fait connaître en France l'histoire du catholique parti de Centre allemand dominé par Ludwig Windthorst dans ses articles dans le Correspondant.
Il est l'auteur de nombreuses œuvres de religion et sociologie,, très lues dans son temps par les catholiques français et allemands. C'est Kannengieser qui a révélé aux français la renaissance de l'Allemagne catholique avec des œuvres comme Catholiques allemands (1892), Le réveil d'un peuple (1892) ou Ketteler et l'organisation sociale en Allemagne (1894), écrites avec une verve et une conviction ardente, qui ont rempli d'enthousiasme le jeune clergé et la jeunesse catholique française. Plusieurs de ses œuvres ont été aussi traduites en espagnol par Modesto Hernández Villaescusa, dont Juifs et catholiques en Autriche-Hongrie (1896), louée par le pape Léon XIII. Cette œuvre a été qualifiée comme antisémite.
En 1900, lorsque le Kaiser Guillaume II, en prétendant contrôler et germaniser le clergé alsacien, en substituant une faculté de théologie catholique à Strasbourg aux grands séminaires, Kannengieser fit une vive campagne contre le projet du Kaiser. Il publia ensuite un livre sur les missions catholiques françaises et sur les missions catholiques allemandes, où il se prononçait pour les premières contre les secondes. Cela lui valut l'animosité des Allemands,.
Connu par ses sentiments francophiles, après le déclenchement de la Première Guerre mondiale et malgré sa cécité, les allemands ont dynamité sa maison à Kembs-Loechle et quelques journaux français sont arrivés à dire qu'il y avait été fusillé. Mais il avait juste été fait prisonnier.
Après avoir passé toute la guerre en prison et en exil à cause de son amour pour la France, il n'a pas hésité cependant, quand la liberté religieuse fut menacée en Alsace, à se ranger aux côtés de l'abbé Xavier Haegy, de même que pendant le procès Helsey et celui du complot, il ne craignit pas de prendre ouvertement fait et cause pour les Alsaciens accusés de trahir la France. C'est aussi pour se solidariser ouvertement avec Oscar de Férenzy qu'il consacra une belle préface à son livre La Vérité sur l'Alsace. Dans la dernière étape de sa vie, le prélat avait compris et encouragé l'Union populaire républicaine d'Alsace dans la défense des intérêts de l'Église et de l'Alsace.
À la mort d’Alphonse Kannengieser, Georges Goyau dans ses condoléances à la famille du prélat, rappelait ce passé par ces mots : « La figure de Mgr Kannengieser émerge en mes souvenirs de jeunesse, nous lui devons d'avoir connu il y a un demi-siècle le catholicisme d'outre-Rhin. »

## Œuvres
- Windthorst (1891)
- Un curé allemand extraordinaire : Étude sur M. l'abbé S. Kneipp (1891)
- Le Réveil d'un peuple (1892)
- Catholiques allemands (1892), prix Juteau-Duvigneaux de l’Académie française en 1905
- Les Adversaires du pouvoir temporel et la Triple Alliance (1893)
- Ketteler et l'Organisation sociale en Allemagne (1894)
- Juifs et Catholiques en Autriche-Hongrie (1896)
- Les Missions catholiques : France et Allemagne (1900)
- Les Origines du vieux-catholicisme et les Universités allemandes (1901)
- A propos de la faculté de théologie de Strasbourg (1901)
- Les Universités allemandes contre l'empereur. L'affaire Mommsen-Spahn (1902)
- D'étapes en étapes: le Centre catholique en Allemagne (1904)
- Un Alsacien. Léon Lefébure, membre de l'Institut, fondateur de l'Office central des Œuvres de bienfaisance (1913), prix Juteau-Duvigneaux de l’Académie française
- En Alsace, après l'annexion : M. l'abbé J.I. Simonis, député au Reichstag, supérieur des Sœurs de Niederbronn (1914), prix Juteau-Duvigneaux de l’Académie française en 1919
- Espion et Traître : souvenirs d'un proscrit (1919)
- Mes maîtres alsaciens : Souvenirs (1920)
- Un sociologue alsacien : L'abbé Henri Cetty, curé de Mulhouse. Sa vie et ses œuvres (1923), prix Juteau-Duvigneaux de l’Académie française en 1924